# Sinatra (1988)
Sinatra é um filme espanhol dirigido em 1988 por Francisco Betriú e estrelado por Ana Obregón e Maribel Verdú.